# Se'uda šlišit
Šaloš se'udot (hebrejsky שָׁלוֹשׁ סעודות‎, doslova „tři hostiny“, v jidiš šalešsudes, šalešides) nebo také se'uda šlišit (סעודה שלישית‎, „třetí hostina“) je židovský náboženský zvyk spočívající v tom, že se během oslav šabatu podávají tři hlavní jídla. Zdůrazňuje se tím výjimečnost šabatu oproti všedním dnům, kdy bývalo zvykem jíst pouze dvě hlavní jídla (večerní a ranní). Jako oporu pro tento zvyk uvádějí talmudičtí učenci trojí zmínku o „dnešku“ ve verši Tóry pojednávajícím o pátečním sbírání dvojité porce many pro šabat. 

## Čas hostiny
Třetí šabatová hostina se koná v sobotu odpoledne, mezi modlitbou mincha a večerní modlitbou ma'ariv, kterou šabat končí. Rozšířeným zvykem je zahájit tuto hostinu krátce před západem slunce a pokračovat v ní i po setmění, často až do pozdních večerních hodin. Čas hostiny je i po setmění považován stále za šabat a účastníci hostiny takto plní současně i micvu „přidávat ze svatého k všednímu“.
Tradici má i odlišný způsob časového uspořádání hostin: „Druhé“ jídlo se podává bezprostředně po ranní modlitbě, která se koná co nejdříve ráno (tzv. „vatikin“), a odpovídá tak časem i charakterem snídani. Třetí hostina se pak dělá v časných odpoledních hodinách, a podává se při ní teplé masité jídlo. Tento postup se doporučuje zejména tehdy, když šabat bezprostředně předchází svátku, aby byl mezi třetí šabatovou hostinou a večerní hostinou následujícího svátku dostatečný čas pro vytrávení.

## Obyčeje
Existuje názor, že třetí hostina by měla být spojena s obřadem kiduše, stejně jako je tomu u první a druhé hostiny. Řada modlitebních knih obsahuje příslušné texty, v praxi je však tento obyčej spíše vzácný.
Hostina by měla být zahájena požehnáním nad dvěma celými bochníky chleba či chaly; není-li to však proveditelné, lze splnit povinnost i požehnáním nad jiným pečivem nebo nad ovocem.
Během hostiny se zpívají šabatové písně (zmirot) a další žalmy a pijuty určené pro tuto příležitost: Žalm 23, Jedid nefeš a kabalistické hymny Bnej hejchala a El mistater. Je také zvykem rozmlouvat o týdenním oddílu Tóry, v letních měsících pak studovat předepsanou kapitolu z Pirkej avot.
Zejména v diaspoře je častým zvykem pořádat třetí šabatovou hostinu jako společenskou záležitost, buď v synagoze či v jiném společenském sále, a spojit ji s předcházející modlitbou mincha a následnou večerní modlitbou a společným zakončením šabatu. Zvláštní charakter má tato hostina také mezi polskými chasidy: Příznivci příslušného cadika se scházejí u stolu, poslouchají učení svého mistra nebo se věnují radostné mystické meditaci. Snaží se prodloužit trvání tohoto jídla, aby tak prodloužili sabat, protože věří, že duše zatracených jsou po dobu trvání vysvobozeny z pekla - gehenny. 
Končí-li třetí hostina po setmění, je po jejím ukončení zakázáno jíst či pít až do formálního ukončení šabatu obřadem havdala. V požehnání při ukončení hostiny se říkají vsuvky určené pro šabat a toto požehnání by se mělo pronášet nad pohárem vína; víno se však na jeho konci nepije, odloží se stranou a následně se použije pro havdalu.